# Египат на Светском првенству у атлетици на отвореном 2011.
Египат је учествовао на Светском првенству у атлетици на отвореном 2011. одржаном у Тегу од 27. августа до 4. септембра. Репрезентацију Египта представљало је 5 такмичара (4 мушкарца и 1 жена) који су се такмичири у 5 дисциплина (4 мушке и 1 женска). , 

На овом првенству Египат није освојио ниједну медаљу. Није било националних и личних рекорда. Постигнута су само два најбоља лична резултата сезоне.

## Учесници
| Мушкарци: - Амр Ибрахим Мустафа Сеуд — 200 м - Мухамед Фатала Дифаллах — Скок удаљ - Мустафа Ал-Гамел — Бацање кладива - Ихаб Абделрахман Ел Сајед — Бацање копља | Жене: - Енас Гариб — Скок удаљ |  |

## Резултати

### Мушкарци
| Атлетичар                 | Дисциплина     | Лични рекорд        | Група              | Група              | Полуфинале            | Полуфинале   | Финале               | Финале               | Детаљи |
| Атлетичар                 | Дисциплина     | Лични рекорд        | Резултат           | Место              | Резултат              | Место        | Резултат             | Место                | Детаљи |
| ------------------------- | -------------- | ------------------- | ------------------ | ------------------ | --------------------- | ------------ | -------------------- | -------------------- | ------ |
| Амр Ибрахим Мустафа Сеуд  | 200 м          | 20,36 (+1,3 м/с) НР | 20,44 ЛРС          | 2 у гр 1 КВ        | 21,15                 | 8. у гр. 3   | Ниje се квалификоваo | 18 / 53 (54)         |        |
| Мухамед Фатала Дифаллах   | скок удаљ      | 8,19                | Три пута преступио | Три пута преступио |                       |              | Није се квалификовао | Није се квалификовао |        |
| Мустафа ел-Гамел          | бацање кладива | 74,13               | 68,38              | 17. у гр. А        | Нису се квалификовали | 30 / 35      |                      |                      |        |
| Ихаб Абделрахман Ел Сајед | бацање копља   | 76,40 НР            | 71,99              | 17. у гр. А        | Нису се квалификовали | 35 / 36 (37) |                      |                      |        |

### Жене
| Атлетичарка | Дисциплина | Лични рекорд | Квалификације | Квалификације | Полуфинале | Полуфинале | Финале                | Финале       | Детаљи |
| Атлетичарка | Дисциплина | Лични рекорд | Резултат      | Место         | Резултат   | Место      | Резултат              | Место        | Детаљи |
| ----------- | ---------- | ------------ | ------------- | ------------- | ---------- | ---------- | --------------------- | ------------ | ------ |
| Енас Гариб  | скок удаљ  | 6,13         | 5,48 ЛРС      | 5 гр. А       |            |            | Није се квалификовала | 34 / 34 (36) |        |

Легенда: НР = национални рекорд, ЛР= лични рекорд, РС = Рекорд сезоне (најбољи резултат у сезони до почетка првества), КВ = квалификован (испунио норму), кв = квалификован (према резултату)